# Gigha

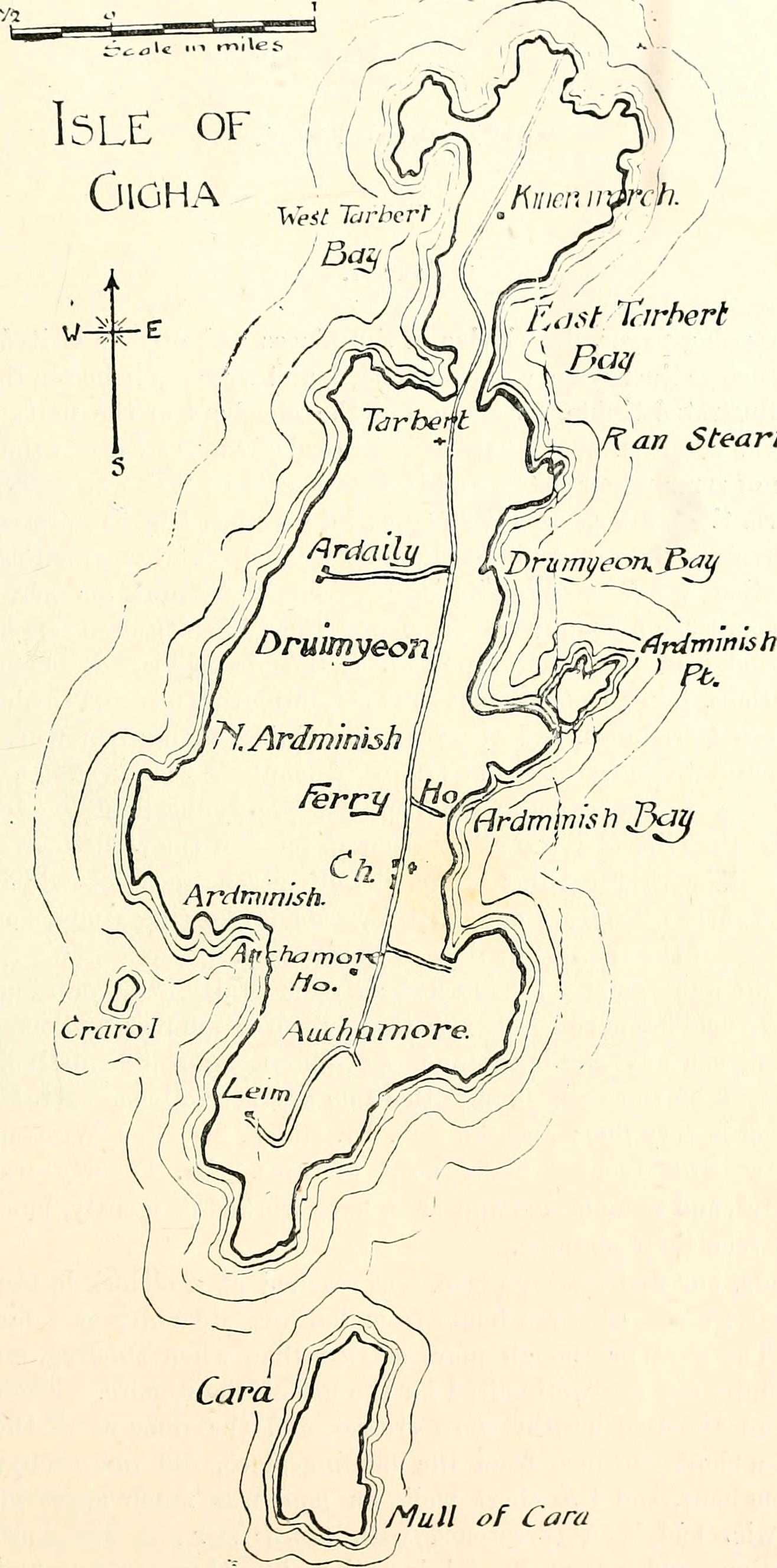
Mapa ostrova Gigha

Gigha (anglicky Isle of Gigha, ve skotské gaelštině Giogha) je ostrov, ležící 5 kilometrů západně od skotského poloostrova Kintyre, který náleží k souostroví Vnitřní Hebridy. Je součástí hrabství Argyll a Bute. Jeho rozloha je cca 14 km², v roce 2011 na něm žilo 163 lidí. Největším sídlem na ostrově je vesnice Ardminish, která má přístavní molo, poštu a obchod. Na ostrově je základní škola, ale středoškoláci musí dojíždět na pevninu.  
Základem ekonomiky je turismus, farmaření a rybolov. V lednu 2005 zde byla uvedena do provozu stanice s větrnými turbínami Vestas V27, která je schopná generovat až 675 kW energie. V roce 2016 byla větrná elektrárna rozšířena.
Jméno ostrova pravděpodobně pochází ze staronorského Guðey, „boží ostrov“ nebo „dobrý ostrov“.

## Přírodní podmínky
Ostrov je protáhlého tvaru, orientovaný severojižně, je 9,5 km dlouhý a v nejširším místě 2,5 km široký. Nejvyšším vrcholem je 100 m vysoký Creag Bhàn.
Kromě skalnatého terénu je na něm i úrodná půda, 365 hektarů půdy je obděláváno. Na ostrově je chován ayrshirský skot. 
Podnebí je deštivé a teplejší ve srovnání se skotskou pevninou. Na pobřeží ostrova jsou četné vraky lodí.
Nedaleko ostrova Gugha leží ostrovy Islay a Jura ve Vnitřních Hebridách.

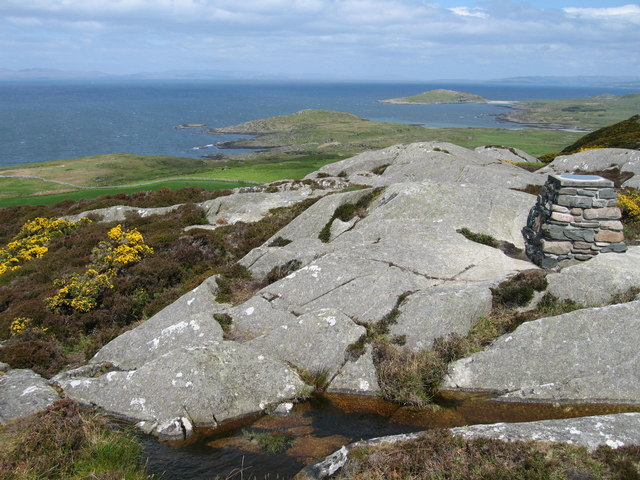
Pohled z nejvyššího vrcholu ostrova Creag Bhàn

## Historie
Ostrov Gigha byl osídlen od prehistorických dob. Dokládají to menhiry, mohyly, zbytky opevnění. V raně historické éře byl součástí království Dál Riada, později jej ovládli Norové. Součástí vikingského Ostrovního království s centrem na nedalekém ostrově Islay. Ve 14. století přešel pod kontrolu Pánů z ostrovů, skotských šlechticů loajálních králi, kteří ovládali Hebridy a přilehlé pobřeží.
Administrativní kraj Bute je domovinou klanu MacNeill. V 16. století na ostrově probíhaly konflikty mezi klany MacDonald a MacLean. V době jakobitské rebelie zůstal Bute loajální vládě.
Největší populace dosáhl ostrov v první polovině 19. století – okolo 600 osob.

## Doprava
Ostrov je dostupný trajektem ze skotské pevniny z Tayinloanu na poloostrově Kintyre. Zde je spojení na silnici A83 (A83 road).